# Thomas William Bennett

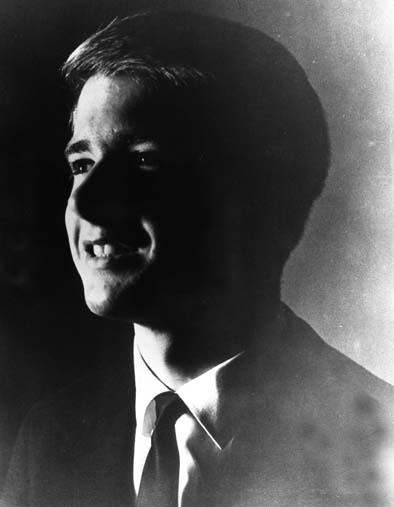
Thomas W. Bennett

Thomas William Bennett (geboren am 7. April 1947 in Morgantown, West Virginia; gestorben am 11. Februar 1969 in Gia Lai, Vietnam) war ein Sanitäter bei der United States Army. Er war der Zweite von nur drei Militärangehörigen der Streitkräfte der Vereinigten Staaten (die anderen waren Desmond Doss und Joseph Guy LaPointe Jr.), die den Dienst an der Waffe verweigerten und mit der Medal of Honor ausgezeichnet wurden. Zuletzt diente er als Corporal im 1st Battalion des 14th Infantry Regiment der 4th Infantry Division als Sanitäter. Ihm wurde posthum die Medal of Honor verliehen.

## Leben
Thomas William Bennett wurde am 7. April 1947 in Morgantown, West Virginia geboren. Seine Eltern erzogen ihn streng religiös nach den Regeln der Southern Baptist Convention. Während seines Studiums an der West Virginia University setzte er sich für den ökumenischen Austausch ein und gründete das Campus Ecumenical Council.
Ende 1967 drohte ihm die Exmatrikulation, da seine Noten unter seinem Engagement neben dem Studium gelitten hatten, daher musste er sich Gedanken um die Alternativen machen. Von seinem Vater war er patriotisch erzogen worden und wollte seinem Land dienen, jedoch verbot es ihm sein Glaube, andere Menschen zu töten. Vom Rekrutierungsoffizier der Universität erfuhr er von der Möglichkeit, seinem Land in der Armee zu dienen und gleichzeitig seinen moralischen Vorstellungen entsprechen zu können.
Die US-Armee hatte die Möglichkeit geschaffen, den Dienst an der Waffe zu verweigern und gleichzeitig Teil der Streitkräfte zu sein. Am 2. Mai 1968 schrieb er sich schließlich bei der US Army ein und wurde zum Sanitäter ausgebildet.
Zusammen mit anderen Verweigerern des Waffendienstes erfolgte in Fort Sam Houston, Texas seine waffenlose Grundausbildung und die Fortbildung zum Sanitäter. Anfangs wurde die Wahrscheinlichkeit der Verwendung bei Kampfhandlungen als äußerst gering eingeschätzt, jedoch führte die wandelnde Situation des Vietnamkrieges zur Einberufung der gesamten Klasse nach Vietnam. Bennett traf dort am 1. Januar 1969 ein. Er wurde der Bravo Company des 1st Battalion des 14th Infantry Regiment zugeteilt.
Bennett hatte sich schnell einen Ruf als mutiger Sanitäter erarbeitet, da er bei der Rettung seiner Kameraden furchtlos vorging und mehrmals verwundet wurde. 
Als seine Einheit in der Gia Lai Provinz in einen nordvietnamesischen Hinterhalt geriet und von einer zahlenmäßig überlegenen Einheit angegriffen wurde, rannte Bennet unter Missachtung seiner Sicherheit durch das schwere Gegenfeuer zu seinen gefallenen Kameraden, leistete unter Beschuss lebensrettende Erste Hilfe und unternahm dann wiederholte Läufe über offenes Gelände, um die Verwundeten in relativ sichere Positionen zu bringen, aus denen sie medizinisch evakuiert werden würden sowie um die Leichen mehrerer gefallener Soldaten zu bergen. Während der Nacht und am folgenden Tag bewegte er sich von Position zu Position und behandelte und tröstete verschiedene verwundete Soldaten. Beim Versuch einen weiteren Verwundeten zu erreichen, wurde er schließlich am 11. Februar erschossen. Er war zuvor von Kameraden gewarnt worden, dass es unmöglich sei, diese Position unbeschadet zu erreichen.
Am 7. April 1970 wurde ihm durch Präsident Richard Nixon posthum die Medal of Honor verliehen.

## Ehrungen

### Militärische Ehrungen
- – Medal of Honor
- – Purple Heart

### Weitere Ehrungen
- Die Bennett Health Clinic in Fort Hood, Texas wurde nach ihm benannt.[5]
- Eine Brücke der Interstate 79 über den Monongahela River in der Nähe seiner  Heimatstadt Morgantown trägt seinen Namen.[5]
- Ein Wohnheim der West Virginia University wurde ebenfalls nach ihm benannt.[6]